# Vladimir Veremeev
Vladimir Veremeev, född den 8 september 1949 i Ryska SFSR, Sovjetunionen, är en sovjetisk fotbollsspelare som tog OS-brons i fotbollsturneringen vid de olympiska sommarspelen 1976 i Montréal.